# Femårsplan
En femårsplan är en form av nationellt utvecklingsprogram, först använt i Sovjetunionen och senare i andra socialistiska länder. Två länder som i dag tillämpar femårsplaner är Folkrepubliken Kina och Vietnam.

## Sovjetunionen
Den första femårsplanen beslutades 1928 och gällde perioden 1929 till 1933. Femårsplanen var det verktyg som Stalin, efter att ha rensat ut trotskijoppositionen och fått absolut makt i Sovjetunionen, infört för att få fart på industrialiseringen. I dessa femårsplaner skulle Sovjetunionens ekonomi planläggas för fem år framåt. Den första planen hade en oerhörd målsättning: under fem år skulle den totala industriproduktionen öka med 250 procent, jordbruksproduktionen med 150 procent, investeringarna med 220 procent och konsumtionen med 70 procent. Härigenom övergav Stalin även Lenins nya ekonomiska politik (NEP), som Stalin tidigare försvarat från Trotskijs kritik. Stalin började med att rikta in sig på den tunga industrin; den lätta industrin, där kläder, tvättmedel och liknande ingick, kom i andra hand.
Ett annat mål med den första femårsplanen var att en femtedel av bönderna skulle överlåta sina privata marker och istället ingå i socialistiska kollektiva farmer. För de ryska bönderna, som länge hade levt i det feodala Tsar-väldet med Nikolaj II som den siste av Tsarer, var markägandet en viktig fråga och av den anledningen skulle en överlåtelse av mark inte falla i god jord hos bönderna. För att förhindra att bönderna, som utgjorde den större delen av Rysslands befolkning, satte sig på tvären bestämde sig Stalin för att med tvång sammanföra olika individuella gårdar till större kollektiva gårdar som ägdes av staten. Tvångskollektiviseringen ledde till en katastrof - många bönder slaktade sina djur och brände sina gårdar i protest och de statskontrollerade gårdar som producerade mat visade sig inte vara mer effektiva än de privatägda. 
En annan effekt av Stalins femårsprogram var behovet av större och moderna fabriker. Ett sådant exempel var de nya stålverken som uppfördes i Sibirien, vilka konstruerades av amerikanska gästarbetare vilka var i behov av jobb på grund av depressionen i USA. På så vis kunde Sovjetunionen dra fördel av västerländsk ingenjörskonst för att bygga upp den sovjetiska industrin.

## Kina
Folkrepubliken Kina antog sig första femårsplan 1952 och är för närvarande (2018) inne på sin tolfte femårsplan. Den Nationella kommissionen för utveckling och reform har ansvar för utarbetandet av femårsplaner.

## Indien
I Indien användes mellan 1951 och 2017 femårsplaner inspirerade av Sovjetunionens femårsplaner.